# Vierge à l'Enfant (Bellini, Abou Dabi)
Vierge à l'Enfant est un tableau réalisé entre 1480 et 1485 par le peintre italien Giovanni Bellini. De format vertical, cette peinture à l'huile sur panneau est une Madone qui représente Marie en rouge sur fond noir, les mains jointes face à l'Enfant Jésus. Le regard levé vers celui de sa mère, ce dernier est assis nu sur une pièce de bois où est posé un livre sur lequel il prend appui. L'œuvre est conservée au Louvre Abou Dabi, à Abou Dabi, aux Émirats arabes unis.